# Franc Behofer
Franc Behofer (tudi Franc Behoffer), slovenski zdravnik kirurg, * okoli leta 1763 (?),  † 11. junij 1817, Ljubljana.

## Življenje in delo
Dlje časa je služboval v ljubljanski bolnišnici ter imel kot kirurški asistent naslov »chirurgus ordinarius«. Leta 1813 je po smrti profesorja F. Melzerja, do novega imenovanja 1816 (J. Matouška), postal suplent na porodniškem oddelku. Behofer je prvi ljubljanski učitelj 
porodništva, ki je babiški tečaj uradno napovedal v uradnem listu in podaljšal učno dobo na pet mesecev.